# Dodchudo Karamschojew
Dodchudo Karamschojew (tadschikisch/russisch Додхудо Карамшоев, * 5. Mai 1932 in Bajuw, Gebiet Ruschon, GBAO Berg-Badachschan, Tadschikische SSR; † 4. Januar 2007 in Duschanbe) war ein sowjetisch-tadschikischer Sprachwissenschaftler (Iranist mit Schwerpunkt Pamirsprachen) und Autor eines dreibändigen Wörterbuches Shughni–Russisch.

## Herkunft und Ausbildung
Karamschojew stammt aus einer Bauernfamilie im Pamir. Von 1947 bis 1950 erhielt er eine Ausbildung an der Abteilung für Externe (Fernstudium) am Pädagogischen Fachhochschule Chorog. 1948–1952 war er als Lehrer an der Grundschule des Geburtsortes Bajuw tätig. Von 1952 bis 1956 nahm er an einer Ausbildung am staatlichen pädagogischen Institut T.G. Schewtschenko in Stalinabad teil.

## Beruflicher Werdegang
Nach dem Diplom mit Auszeichnung arbeitete er als Lehrer der tadschikischen Sprache und Literatur. Zwischen 1957 und 1959 war Karamschojew Aspirant am Lehrstuhl für Iranische Philologie der Universität Leningrad bei W.S. Sokolowa. Seine Arbeit umfasste verschiedene Projekte mit I. I. Zarubin und A. L. Grjunberg. Seit 1959 war Karamschojew Mitarbeiter am Institut für Sprache und Literatur Rudaki der Akademie der Wissenschaften in der Tadschikischen SSR.
1963 erfolgte die Verteidigung der Dissertation Badschuwski dialekt schugnanskogo jasyka zum Kandidaten Nauk. Von 1966 bis 1970 war er Dozent am staatlichen pädagogischen Institut Kuljab. Seit 1967 ist Karamschojew Leiter der Abteilung für Pamirsprachen am Rudaki-Institut. 1970 wurde er mit dem Orden Für heldenhafte Arbeit anlässlich des 100. Geburtstags Wladimir Iljitsch Lenins ausgezeichnet. 1980 erfolgte die Verteidigung der Dissertation Kategoria Roda w pamirskich jasykach zum Doktor der iranischen Philologie.
Zwischen 1987 und 1990 war er Professor an der staatlichen Lenin-Universität Tadschikistan und von 1992 bis 1997 Professor an der staatlichen M. Nasarschojew-Universität Chorog. 1996 wurde er Verdienter Wissenschaftler der Republik Tadschikistan und Preisträger des Mavlavi-Preises (Jaloluddin Rumi).
Ab 2004 war er Professor an der Slavianskij-Universität in Duschanbe. 2004 wurde Karamschojew Mitglied der Pädagogischen und Sozialwissenschaftlichen Akademie der Russischen Föderation und im Jahr darauf der Internationalen Akademie der Wissenschaften für Ökologie, humanitäre Sicherheit und Umwelt, Sektion Bildung (MANĖB).
Er veröffentlichte über 100 wissenschaftliche Studien und Aufsätze zu Themen der Pamirwissenschaften, des Studiums der Pamirsprachen und -dialekte, des Geschlechts in den Pamirsprachen, der Lexikographie der Pamirsprachen und der oralen Literaturen der Pamiris. Einige seiner Arbeiten wurden international publiziert.

## Veröffentlichungen
- Olimoni soveti dar borai Pomir. (‚Schriften Sowjetischer Wissenschaftler über den Pamir‘). Duschanbe 1975.
- Badzhuvskij dialekt shugnanskogo jazyka (‚Der Bajuver Dialekt des Shughni‘). Duschanbe 1963.
- Kategoria roda v pamirskix jazykax (‚Die Kategorie Geschlecht in den Pamirsprachen‘). Duschanbe 1973 (Bd. 1) und 1985 (Bd. 2).
- Shugnansko-Russkij slovar’ v 3-x tomax (‚Shughni-Russisches Wörterbuch in 3 Bänden‘). Moskau 1988 (Bd. 1), 1991 (Bd. 2), 1999 (Bd. 3).
- Russko-Shugnanskij slovar’ (Russisch-Shughni Wörterbuch = Bd. 4 / Ergänzung des Shughni-Russisch Wörterbuchs). Duschanbe 2005.